# 拉努馬法納國家公園
拉努馬法納國家公園（法語：Parc national de Ranomafana）是馬達加斯加的國家公園，位黑黑於該國東南部，佔地416平方公里，成立於1991年5月31日，野生動物有12種狐猴和118種鳥類，是2007年成為世界自然遺產的阿欽安阿納雨林一部分。